# Shiitake
O shiitake  (Lentinula edodes) é um cogumelo comestível nativo do  leste da Ásia. A espécie é hoje em dia o segundo cogumelo comestível mais consumido no mundo, tradicionalmente incorporado nos hábitos alimentares dos povos asiáticos. Atualmente, também é produzido e consumido nos países ocidentais.
A palavra "shiitake" tem origem no japonês shii (uma árvore parecida com carvalho) e take (cogumelo). A primeira referência histórica do consumo de shiitake data de 199 AD. No Brasil começou ser cultivado no início da década de 1990.
Na natureza, o shiitake pode ser encontrado em florestas asiáticas, onde se desenvolve em árvores. É um fungo aeróbio, decompositor de madeira, que degrada celulose e lignina para obter energia.
O shiitake é nutritivo, rico em proteínas, contendo em relação à matéria seca 17,5% de proteínas, com nove aminoácidos essenciais. Tem também importância medicinal, possuindo substâncias com propriedades medicinais para o tratamento e controle de pressão arterial, redução do nível de colesterol, fortalecimento do sistema imunológico, e inibição do desenvolvimento de tumores, vírus e bactérias.
O shiitake pode ser produzido em compostos orgânicos à base de serragem, farelo de arroz e/ou trigo e/ou soja, previamente hidratada e corrigida do ponto de vista do pH.
Em outra forma de cultivo, a inoculação dos micélios é feita em toras, sendo usadas principalmente toras de eucalipto e carvalho japonês, mas também podem ser usadas outras espécies, como castanheira portuguesa, abacateiro e mangueira.
Para variedades adaptadas ao clima frio, o produto repousa durante 145 dias em local fechado e climatizado a cerca de 14 °C até o aparecimento dos frutos e sua colheita. Outras variedades adaptadas ao clima mais quente respondem melhor a uma temperatura de 20 °C e com tempo de repouso entre 70 a 90 dias. Este processo é também conhecido como cultivo axênico.
O shiitake pode ser conservado por 10 a 15 dias em refrigerador (4 °C). Geralmente, são embalados em bandejas de isopor (200g), recobertos por filme de PVC, ou em pequenas caixas de papelão.
O shiitake pode ser preparado em sopas, molhos, saladas, hambúrgueres e até empanado. Pode ser preparado de modo parecido a da carne.
Outros tipos: Champignon, Agaricus blazei, Auricularia erinaceus, Buna shimeji, Coprinus, Flammulina velutipes, Ganoderma lucidum, Hericum erinaceus, Maitake, Nameko, Pleurotus-salmão, Pleurotus citrinopileatus, Pleurotus cystidiosus, Pleurotus djamor, Pleurotus eryngii, Pleurotus euosmus, Pleurotus tuberregium, Stropharia rugosoannulata, Shirotomagiotake, Cardoncello, Shiitake, Shimeji-branco, Shimeji-preto, Tremella fuciformis, Volvariella volvacea